# Municipio de Honey Creek (condado de Vigo)
El municipio de Honey Creek (en inglés: Honey Creek Township) es un municipio ubicado en el condado de Vigo en el estado estadounidense de Indiana. En el año 2010 tenía una población de 17179 habitantes y una densidad poblacional de 194,6 personas por km².

## Geografía
El municipio de Honey Creek se encuentra ubicado en las coordenadas 39°23′32″N 87°24′31″O / 39.39222, -87.40861. Según la Oficina del Censo de los Estados Unidos, el municipio tiene una superficie total de 88.28 km², de la cual 87.31 km² corresponden a tierra firme y (1.1%) 0.97 km² es agua.

## Demografía
Según el censo de 2010, había 17179 personas residiendo en el municipio de Honey Creek. La densidad de población era de 194,6 hab./km². De los 17179 habitantes, el municipio de Honey Creek estaba compuesto por el 81.18% blancos, el 12.2% eran afroamericanos, el 0.57% eran amerindios, el 4.03% eran asiáticos, el 0.02% eran isleños del Pacífico, el 0.49% eran de otras razas y el 1.51% pertenecían a dos o más razas. Del total de la población el 4.76% eran hispanos o latinos de cualquier raza.